# Trigonostemon oblanceolatus
Trigonostemon oblanceolatus är en törelväxtart som beskrevs av Charles Budd Robinson. Trigonostemon oblanceolatus ingår i släktet Trigonostemon och familjen törelväxter.
Artens utbredningsområde är Filippinerna. Inga underarter finns listade i Catalogue of Life.